# Hans Ulrich Nübel
Hans Ulrich Nübel (* 15. Mai 1933 in Stuttgart; † 11. Juni 2017 in Freiburg im Breisgau) war ein deutscher evangelischer Pfarrer, Gymnasiallehrer und Hochschullehrer.
Er ist bekannt für seine Mitarbeit an Bibel-Übersetzungsprojekten (u. a. die Gute Nachricht Bibel) und für den Aufbau des deutschsprachigen Kommunitariernetzes.

## Leben
Nübel studierte von 1953 bis 1957 evangelische Theologie in Tübingen und Bonn. Von August bis Oktober 1954 nahm er als Stipendiat an einem Lehrkurs des Deutschen Evangelischen Instituts für Altertumswissenschaft des Heiligen Landes unter Martin Noth teil. 1957 legte er die erste theologische Dienstprüfung bei der Evangelischen Landeskirche in Württemberg ab.
1959 promovierte er an der Universität Bonn in Theologie mit dem Thema Davids Aufstieg in der Frühe israelitischer Geschichtsschreibung. Im gleichen Jahr legte er in Tübingen das große Hebraicum ab. Danach war er bis 1960 Vikar und Pfarrverweser in der Landeskirche, und bis 1963 Internatslehrer für Hebräisch, Griechisch, Philosophie und Sport am Evangelischen Seminar Blaubeuren.
Von 1963 bis 1969 war er Erster Pfarrer der Württembergischen Bibelanstalt in Stuttgart. Danach unterrichtete er bis 1974 Religion, Sport und Mathematik am Albert-Einstein-Gymnasium in Böblingen.
Er war Pfarrer der Evangelischen Landeskirche in Württemberg bis 1983, dann wurde er als Pfarrer in die Evangelische Landeskirche in Baden übernommen. 1974 bis 1998 war er Professor an der Hochschule für Soziale Arbeit, Diakonie und Religionspädagogik der Evangelischen Landeskirche in Freiburg und lehrte dort Religionspädagogik und Sozialethik. Von 1984 bis 1992 war er Rektor dieser Fachhochschule, und er gründete das dortige Institut für Weiterbildung.
Hans Ulrich Nübel war seit 1963 mit der Lehrerin Irmengard Geiger verheiratet, die in Freiburg eine Reihe von Ehrenämtern (ABC-Kreis, Pfarrgemeinde Ost, Stadtsynode, Bildungsausschuss, städtischer Jugendhilfeausschuss) ausübt. Aus ihrer Ehe gingen vier Kinder hervor.

## Ehrenamtliche Tätigkeiten
- 1964–1972 Landesleitung des Verbands Christlicher Pfadfinderinnen und Pfadfinder in Württemberg,  1976–1978 Bundesvorsitzender
- 1988–1993 Mitglied des Diakonischen Rats des Diakonischen Werks der EKD und der Freikirchen
- seit 1988 Zusammenarbeit mit Irmengard Nübel an einem Projekt zur Integration von behinderten und nichtbehinderten Kindern (Kindergarten und Maria Montessori Schule)

## Leistungen
Nübel arbeitete zwischen 1963 und 1974 als Editor und Autor an Bibelprojekten der Württembergischen Bibelanstalt und der Evangelischen Kirche in Deutschland und wirkte dabei an der Schulbibel, der Revision der Lutherbibel, der Gute Nachricht Bibel (NT 68) sowie verschiedener Arbeitshilfen (Bibelwochenhefte, Bibel-Report) mit.
Er arbeitete mit dem US-amerikanischen Soziologen Amitai Etzioni zusammen, gab Werke von ihm in Deutschland heraus und kommentierte sie. In der Folge gründete er 1998 das Deutschsprachige Kommunitariernetz und war dessen 1. Vorsitzender.

## Werke
- Arabische Eigenart und Hellenismus in der Stadt Petra. In: Zeitschrift des deutschen Palästinavereins. Band 73, 1957 (Sonderdruck).
- Davids Aufstieg in der Frühe israelitischer Geschichtsschreibung. Universität Bonn, Evang.-theol. Fakultät, Bonn 12. Dezember 1959, S. 162 (Dissertation).
- Hans Ulrich Nübel, Ullrich Werner: Die Bergpredigt. In: Arbeitsheft zur Bibelwoche. Nr. 1. Württembergische Bibelanstalt, Stuttgart 1965, S. 29.
- Ullrich Werner, Hans Ulrich Nübel: Sieben Psalmen. In: Arbeitshefte für Bibelwochen- und Gruppenarbeit. Nr. 2. Württembergische Bibelanstalt, Stuttgart 1966, S. 31.
- Ullrich Werner, Hans Ulrich Nübel: Berichte aus dem Lukas-Evangelium. In: Arbeitshefte zur Bibelwoche und für Gruppenarbeit. Nr. 4. Württembergische Bibelanstalt, Stuttgart 1968.
- Der Regenbogen hat nie getrogen. Balladen nach der Bibel. In: Radius-Bücher. Radius-Verlag, Stuttgart 1981, ISBN 3-87173-593-0, S. 69.
- Lernprozess Frieden (Hauptband). Diesterweg, Frankfurt am Main 1984, ISBN 3-425-07833-X, S. 71.
- Lernprozess Frieden (Lehrerhandbuch). Diesterweg, Frankfurt am Main 1985, ISBN 3-425-07843-7, S. 79.
- Erfahrungen, die stark machen: Geburtstag; Psalm 25,10. In: Ludwig Schmidt (Hrsg.): Psalmandachten. Vandenhoeck & Ruprecht, Göttingen 1986, ISBN 3-525-59306-6, S. 176–177.
- Hans Herrmann: Frauen, Fenster, Wege, Aktivitäten: zum 70jährigen Bestehen der Bildungsstätte. Hrsg.: Hans Ulrich Nübel. Fachhochschule für Sozialwesen, Religionspädagogik und Gemeindediakonie, Freiburg im Breisgau 1988, S. 28.
- Bonhoeffer und die Denkschrift des Freiburger Kreises. In: Freiburger Universitätsblätter, 27. Jahrgang, Heft 102. Rombach, Freiburg im Breisgau 1988, S. 41–52 (Sonderdruck).
- Religionspädagogen für Gemeinde und Schule: religionspädagogisches Fachhochschulstudium in Freiburg. In: Christenlehre, 46. Jahrgang, Heft 7. 1993, S. 290–293.
- Die neue Diakonie: Teilhabe statt Preisgabe. Mitarbeiterinnen und Mitarbeiter kommen zu Wort. Lambertus, Freiburg im Breisgau 1994, ISBN 3-7841-0760-5, S. 176.
- Caritas und Diakonie: Zwei Mitarbeiterstudien im Vergleich. In: Caritas. Band 98. Lambertus-Verlag, 1997, ISSN 0008-6614, S. 571–583 (Sonderheft).
- Das neue evangelische Kirchenlexikon: auch ein Beitrag zur Globalisierung. In: Diakonie, Heft 4. 1997, ISSN 0341-826X, S. 252–253 (Aufsatz).
- Amitai Etzioni: Jeder nur sich selbst der Nächste? In der Erziehung Werte vermitteln. In: Hans Ulrich Nübel (Hrsg.): Herder-Spektrum. Band 5146. Herder, Freiburg im Breisgau, Basel, Wien 2001, ISBN 3-451-05146-X, S. 157.
- Der dritte Weg zu einer guten Gesellschaft: auf der Suche nach der neuen Mitte. Mikado Verlagsges., Hamburg 2001, ISBN 3-935436-06-8, S. 167.
- Towards a Communion of Communions. Washington DC April 2003 (Arbeitspapier auf der Konferenz "The Ways we Celebrate").